# Новосолдатское
Новосолдатское (укр. Новосолдатське) — село,
Николаевский сельский совет,
Бердянский район,
Запорожская область,
Украина.
Код КОАТУУ — 2320683504. Население по переписи 2001 года составляло 180 человек.

## Географическое положение
Село Новосолдатское находится на левом берегу реки Берда,
на противоположном берегу — сёла Глодово, Троицкое и Николаевка.

## История
- 1812 — дата основания.